# Recreații științifice
Recreații științifice a fost o revistă care a apărut la Iași în perioada 15 ianuarie 1883 - decembrie 1888, având ca obiectiv să facă educație științifică tineretului din Regatul României.
A fost înființată de zece oameni învățați din vechea capitală a Moldovei, și anume: Neculai Culianu, Constantin Climescu și I. Melic profesori la Facultatea de științe din Iași, G. I. Lucescu și V. Paladi, profesori de matematică la Liceul Național din Iași, G. I. Roșiu și I. D. Rallet, profesori de matematică la Școala Militară din Iași, G. Zarifopol, profesor de fizică și chimie la Școala Militară din Iași, I. V. Praja, profesor de matematică la Școala Normală „Vasile Lupu“ din Iași și I. M. Dospinescu, profesor de matematică la Gimnaziul „Ștefan cel Mare“ din Iași.
Revista a apărut lunar, inițial în 32 de pagini, cuprinzând subiecte variate, ca aritmetică, algebră, geometrie, geometrie analitică, trigonometrie, calcul diferențial și integral, istoria matematicii, mecanică, topografie, cosmografie, astronomie, chimie, geografie și diverse. În ultima perioadă de apariție a avut 24 de pagini.
Deși revista a avut o existență de numai șase ani, ea a depășit granițele în toate zonele locuite de români. 
Colecția revistei Recreații Științifice, reeditată integral de Asociația "Recreații Matematice", în forma originală, nemodificată, a fost redată publicului și prin intermediul site-ului recreatiistiintifice.ro.